# Polska Superliga Tenisa Stołowego 2023/2024
Polska Superliga Tenisa Stołowego 2023/2024 – edycja rozgrywek pierwszego poziomu ligowego w Polsce.

## System rozgrywek[1]
Rozgrywki prowadzone są z udziałem 12 drużyn i są podzielone na dwie fazy: zasadniczą i play-off albo o utrzymanie.
Faza zasadnicza składa się z dwóch rund. Pierwsza runda rozgrywana jest systemem każdy z każdym. Po 11 kolejkach nastąpi podział tabeli na dwie grupy: mistrzowską i spadkową. Drużyny, które po pierwszej rundzie zajmą miejsca 1-6 trafią do grupy mistrzowskiej, z kolei miejsca 7-12 – do grupy spadkowej. Gospodarzami spotkań w drugiej rundzie są drużyny, które w pierwszej rundzie w meczu pomiędzy tymi samymi drużynami grały na wyjazdach. Za zwycięstwo 3:0 lub 3:1 drużyny otrzymują 3 punkty, za zwycięstwo 3:2 – 2 punkty, zaś za porażkę 2:3 – 1 punkt. Za porażkę 0:3 lub 1:3 drużyny nie otrzymują punktów.
Do fazy play-off awansuje 8 drużyn (wszystkie drużyny z grupy mistrzowskiej i dwie najlepsze z grupy spadkowej). W ćwierćfinałach zostaną rozegrane dwumecze. Pary zostaną ustalone na podstawie tabeli po rundzie zasadniczej (1-8, 2-7, 3-6, 4-5). Zwycięzcy ćwierćfinałów awansują do półfinałów, gdzie zostaną rozegrane dwumecze. Z kolei zwycięzcy półfinałów awansują do finału, który odbędzie się na neutralnym terenie i odbędzie się tylko jeden mecz. Drużyna, która wygra finał otrzyma tytuł Drużynowego Mistrza Polski mężczyzn, puchar i złote medale, a zespół pokonany w finale otrzyma puchar i srebrne medale. Drużyny, które odpadły w półfinałach, otrzymają brązowe medale.
W fazie o utrzymanie biorą udział zespoły, które w grupie spadkowej zajęły cztery ostatnie miejsca. Gra toczy się systemem każdy z każdym, jedna runda, z zachowaniem wyników fazy zasadniczej. Gospodarzami spotkań są drużyny, które w drugiej rundzie w meczu pomiędzy tymi samymi drużynami grały na wyjazdach. Do 1. ligi spadną dwie ostatnie drużyny po fazie o utrzymanie.

## Kluby
| Nazwa drużyny                        | Miejsce w poprzednim sezonie |
| ------------------------------------ | ---------------------------- |
| Dartom Bogoria Grodzisk Mazowiecki   | Mistrz                       |
| KS Dekorglass Działdowo              | Wicemistrz                   |
| Global Pharma Orlicz 1924 Suchedniów | Półfinał                     |
| Polski Cukier Gwiazda Bydgoszcz      | Półfinał                     |
| Oxynet Jarosław                      | Ćwierćfinał                  |
| ASTS Olimpia Unia Grudziądz          | Ćwierćfinał                  |
| Balta KS AZS AWFiS Gdańsk            | Ćwierćfinał                  |
| Akademia Zamojska Zamość             | Ćwierćfinał                  |
| Palmiarnia ZKS Zielona Góra          | 9. miejsce                   |
| Petralana TTS Polonia Bytom          | 10. miejsce                  |
| SBR Dojlidy Białystok                | 12. miejsce                  |
| Poltarex Pogoń Lębork                | Awans z I ligi               |

## Faza zasadnicza

### Pierwsza runda
| Poz. | Drużyna                               | M  | Z | P | Pojedynki | Punkty |
| ---- | ------------------------------------- | -- | - | - | --------- | ------ |
| 1.   | Dartom Bogoria Grodzisk Mazowiecki    | 11 | 9 | 2 | 30:11     | 27     |
| 2.   | LOTTO Polski Cukier Gwiazda Bydgoszcz | 11 | 8 | 3 | 28:14     | 26     |
| 3.   | KS Dekorglass Działdowo               | 11 | 8 | 3 | 27:17     | 22     |
| 4.   | SBR Dojlidy Białystok                 | 11 | 7 | 4 | 24:17     | 20     |
| 5.   | ASTS Olimpia Unia Grudziądz           | 11 | 6 | 5 | 23:22     | 18     |
| 6.   | Petralana TTS Polonia Bytom           | 11 | 7 | 4 | 26:20     | 18     |
| 7.   | Global Pharma Orlicz 1924 Suchedniów  | 11 | 4 | 7 | 23:25     | 15     |
| 8.   | Akademia Zamojska Zamość              | 11 | 5 | 6 | 19:24     | 14     |
| 9.   | Oxynet Jarosław                       | 11 | 4 | 7 | 20:26     | 14     |
| 10.  | KS AZS AWFiS Balta Gdańsk             | 11 | 4 | 7 | 16:26     | 11     |
| 11.  | ZKS Palmiarnia Zielona Góra           | 11 | 2 | 9 | 15:30     | 8      |
| 12.  | Poltarex Pogoń Lębork                 | 11 | 2 | 9 | 10:29     | 5      |

     Awans do grupy mistrzowskiej
     Gra w grupie spadkowej

### Druga runda

#### Grupa mistrzowska
| Poz. | Drużyna                            | M  | Z  | P | Pojedynki | Punkty |
| ---- | ---------------------------------- | -- | -- | - | --------- | ------ |
| 1.   | Dartom Bogoria Grodzisk Mazowiecki | 16 | 13 | 3 | 44:18     | 39     |
| 2.   | Polski Cukier Gwiazda Bydgoszcz    | 16 | 11 | 5 | 40:24     | 35     |
| 3.   | KS Dekorglass Działdowo            | 16 | 11 | 5 | 39:24     | 32     |
| 4.   | SBR Dojlidy Białystok              | 16 | 9  | 7 | 31:28     | 25     |
| 5.   | Petralana TTS Polonia Bytom        | 16 | 9  | 7 | 34:31     | 23     |
| 6.   | ASTS Olimpia Unia Grudziądz        | 16 | 7  | 9 | 29:35     | 22     |

     Awans do fazy play-off

#### Grupa spadkowa
| Poz. | Drużyna                              | M  | Z | P  | Pojedynki | Punkty |
| ---- | ------------------------------------ | -- | - | -- | --------- | ------ |
| 7.   | Global Pharma Orlicz 1924 Suchedniów | 16 | 8 | 8  | 35:32     | 26     |
| 8.   | Oxynet Jarosław                      | 16 | 8 | 8  | 33:33     | 25     |
| 9.   | Akademia Zamojska Zamość             | 16 | 7 | 9  | 30:34     | 22     |
| 10.  | KS AZS AWFiS Balta Gdańsk            | 16 | 7 | 9  | 27:36     | 19     |
| 11.  | ZKS Palmiarnia Zielona Góra          | 16 | 3 | 13 | 23:44     | 11     |
| 12.  | Poltarex Pogoń Lębork                | 16 | 3 | 13 | 16:42     | 9      |

     Awans do fazy play-off
     Gra w fazie o utrzymanie

## Faza o utrzymanie
| Poz. | Drużyna                     | M  | Z | P  | Pojedynki | Punkty |
| ---- | --------------------------- | -- | - | -- | --------- | ------ |
| 9.   | KS AZS AWFiS Balta Gdańsk   | 19 | 9 | 10 | 33:40     | 25     |
| 10.  | Akademia Zamojska Zamość    | 19 | 8 | 11 | 35:42     | 24     |
| 11.  | Poltarex Pogoń Lębork       | 19 | 5 | 14 | 22:47     | 15     |
| 12.  | ZKS Palmiarnia Zielona Góra | 19 | 4 | 15 | 29:50     | 15     |

     Spadek do I ligi

## Faza play-off

### Ćwierćfinały
| Gospodarze                           | Wynik          | Goście                               |
| 1. ćwierćfinał                       | 1. ćwierćfinał | 1. ćwierćfinał                       |
| ------------------------------------ | -------------- | ------------------------------------ |
| Oxynet Jarosław                      | 0:3 wo.        | Dartom Bogoria Grodzisk Mazowiecki   |
| Dartom Bogoria Grodzisk Mazowiecki   | 3:0 wo.        | Oxynet Jarosław                      |
| 2. ćwierćfinał                       |                |                                      |
| Polski Cukier Gwiazda Bydgoszcz      | 3:2            | Global Pharma Orlicz 1924 Suchedniów |
| Global Pharma Orlicz 1924 Suchedniów | 0:3            | Polski Cukier Gwiazda Bydgoszcz      |
| 3. ćwierćfinał                       |                |                                      |
| KS Dekorglass Działdowo              | 3:0            | ASTS Olimpia Unia Grudziądz          |
| ASTS Olimpia Unia Grudziądz          | 0:3            | KS Dekorglass Działdowo              |
| 4. ćwierćfinał                       |                |                                      |
| SBR Dojlidy Białystok                | 1:3            | Petralana TTS Polonia Bytom          |
| Petralana TTS Polonia Bytom          | 2:3            | SBR Dojlidy Białystok                |

### Półfinały
| Gospodarze                         | Wynik       | Goście                             |
| 1. półfinał                        | 1. półfinał | 1. półfinał                        |
| ---------------------------------- | ----------- | ---------------------------------- |
| Petralana TTS Polonia Bytom        | 0:3         | Dartom Bogoria Grodzisk Mazowiecki |
| Dartom Bogoria Grodzisk Mazowiecki | 3:1         | Petralana TTS Polonia Bytom        |
| 2. półfinał                        |             |                                    |
| KS Dekorglass Działdowo            | 3:0         | Polski Cukier Gwiazda Bydgoszcz    |
| Polski Cukier Gwiazda Bydgoszcz    | 2:3         | KS Dekorglass Działdowo            |

### Finał
| KS Dekorglass Działdowo                           | 2:3                                               | Dartom Bogoria Grodzisk Mazowiecki                |
| Szeligi k. Warszawy, 22 czerwca 2024, godz. 16:00 | Szeligi k. Warszawy, 22 czerwca 2024, godz. 16:00 | Szeligi k. Warszawy, 22 czerwca 2024, godz. 16:00 |
| ------------------------------------------------- | ------------------------------------------------- | ------------------------------------------------- |
| Jonathan Groth                                    | 3:0                                               | Miłosz Redzimski                                  |
| Kaii Konishi                                      | 3:1                                               | Marek Badowski                                    |
| Jakub Dyjas                                       | 1:3                                               | Panagiotis Gionis                                 |
| Jonathan Groth                                    | 1:3                                               | Marek Badowski                                    |
| Jakub Dyjas/Kaii Konishi                          | 1:3                                               | Miłosz Redzimski/Takuya Jin                       |

## Medaliści
| Lp. | Drużyna                            | Skład |
| --- | ---------------------------------- | --- |
| 1.  | Dartom Bogoria Grodzisk Mazowiecki | Miłosz Redzimski, Panagiotis Gionis, Marek Badowski, Jin Takuya, Michał Gawlas, Wojciech Szymczak                                      |
| 2.  | KS Dekorglass Działdowo            | Jakub Dyjas, Kaii Konishi, Jonathan Groth, Patryk Lewandowski, Yu Zhou, Wenliang Xu, Mateusz Sakowicz, Kamil Kurowski, Adam Piotrowski |
| 3.  | Polski Cukier Gwiazda Bydgoszcz    | Vladislav Ursu, Truls Moregard, Leonardo Mutti, Jang Woojin, Artur Grela, Taku Takakiwa, Matteo Mutti                                  |
| 3.  | Petralana TTS Polonia Bytom        | Viktor Brodd, Patryk Chojnowski, Patryk Zatówka                                                                                        |